# Waves (Carolina del Norte)
Waves es un lugar designado por el censo del condado de Dare en el estado estadounidense de Carolina del Norte. Es el Hatteras Island, una parte de Carolina del Norte Outer Banks..